# Magyar Péter (dobos)
Magyar Péter (1964. február 12. – 2018. május 19.) zenész, dobos, a magyar underground zenei élet jellegzetes alakja.

## Élete
1970–78 között a budapesti II. kerületben, a Medve utcai általános iskolában, majd 1978–82 között a Toldy Ferenc Gimnáziumban tanult. Már 12 éves korában tudta, hogy zenélni akar, ám intézményesített zenei tanulmányokat nem folytatott, saját magát még 2016-ban is amatőrként jellemezte. 1981-ben alakult az első punkzenekar, melyben dobolt: az Invázió ’84 (a nevében szereplő szám Orwell 1984 című regényének címére utal). Az együttes elsősorban a XVI. kerületi Mátyásföldön, az Ikarus Művelődési Házban próbált, és ott is léptek fel. Müller Péter Sziámi az Invázió ’84 egyik koncertjén figyelt fel a dobosra, és hívta játszani 1982-ben az Európa Kiadóba, ahol Salamon Andrást váltotta a dobfelszerelésnél. Saját elmondása szerint az együttes tagjai közül Dénes József (Dönci) gitároson kívül senki nem tudott zenélni, így együtt csiszolódhattak össze. Az első jelentős zenei anyag, amin Magyar szólaltatta meg a dobokat, a Love ’82 című lemez volt. Saját bevallása szerint az underground nemcsak a zenei stílust jelentette, hanem azt is, hogy rendszeresen pincékben, föld alatt próbáltak. 1983-ban Kiss Lászlóval együtt kiléptek az Európa Kiadóból, ami ezt követően fel is oszlott.
1984-ben újra összeállt az Európa Kiadó, és ugyanabban az évben mutatták be az Eszkimó asszony fázik című filmet, melyben már Magyar dobolt a Trabant együttesben, s később a Balatonban is. 1987-ben kijutott az együttessel Amszterdamba, majd a Glastonbury fesztiválra is, és Bécsben is játszottak. Az Európa Kiadó együttes Menyhárt Jenő Amerikába költözésével oszlott fel, bár néhány emlékkoncert erejéig még összeálltak a 2000-es években is. Dobosként hol mint vendég, hol mint állandó tag zenélt még a Sziámi, Sexepil, Orkesztra Luna, Trance Balance együttesekben is. 1996-ban Szemző Tibor hívta játszani a Gordiusi Čomó zenekarba, s részt vett Kamondy Ágnes Dalok Közép-Nirvánából című formációjában is, ahogy Másik Jánossal a Gagarin nevű együttesben (Másik János, Járay Frédi, dr. Putyi, Magyar Péter, Vető János) is dobolt.
2016-ban jelent meg saját lemeze Archív: Csörömpölést vállalok címmel. Az életmű-keresztmetszetnek mondott lemezen régi koncertfelvételek és új számok hallhatók. Érdekessége, hogy dobon csak az archív felvételeken játszik; az új dalokban gitározik vagy énekel.
Súlyos betegség támadta meg; zenésztársai összefogásával koncertet rendeztek, melynek bevételét a 2017-ben zajló gyógykezelés költségeinek fedezésére ajánlották.